# Federació Naturista Internacional
La Federació Naturista Internacional és una organització global que representa a diverses societats naturistes nacionals.

## Organitzacions representades
Associació americana per la recreació nua (Estats Units)
Consell central pel naturisme britànic
Espai de trobada naturista (Argentina)
Federació naturista austríaca
Federació naturista belga
Federació naturista brasilera
Federació naturista croata
Federació naturista espanyola
Federació naturista finlandesa
Federació naturista francesa
Federació naturista grega
Federació naturista hongaresa
Federació naturista irlandesa
Federació naturista israeliana
Federació naturista italiana
Federació naturista luxemburgesa
Federació naturista neozelandesa
Federació naturista sud-africana
Federació naturista suïssa
Federació naturista taiwanesa
Federació nudista australiana
Societat alemanya per la cultura del cos lliure
Unió de les federacions naturistes quebequesa i canadenca
Unió naturista búlgara
Unió naturista danesa
Unió naturista eslovaca
Unió naturista eslovena
Unió naturista txeca